# I. Břetislav cseh fejedelem
I. Břetislav, magyarosan Bretiszláv, közkeletű nevén Megújító Břetislav (csehül: Břetislav I. Obnovitel), a cseh Achilleus (csehül: český Achilles), (1002 körül – 1055. január 10.) cseh fejedelem 1034-től haláláig; Csehországhoz csatolta Morvaországot.

## Élete

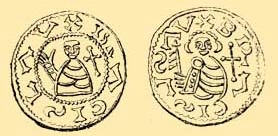
ábrázolás Břetiszláv dénárjáról

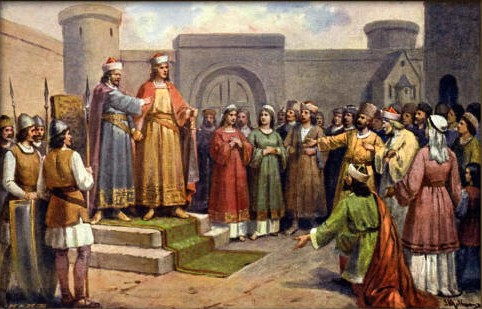
Jaromír és Břetiszláv (Josef Mathauser (1846–1917) festménye

Még herceg korában 1029-ben elfoglalta Morvaországot, amelyet édesapja, Ulrik életében ő kormányozott. Édesapját, Ulrikot követte a trónon egy dinasztikus küzdelemmel teli időszak után. Folytatta a korábban Lengyelországgal szemben elvesztett területek visszahódítását: 1039. Két nagy hadjáratban nemcsak Morvaországot, hanem Sziléziát és Krakkót is visszaszerezte. Elfoglalta Poznańt és Gnieznót is. A nagy nyugati szláv ország megteremtésére irányuló becsvágya azonban nyugtalanította III. Henrik német-római császárt, aki fegyveres támadást indított, és Bretiszlávot csapatai kivonására kényszerítette egész Lengyelországból, leszámítva Sziléziát (amely néhány évvel később mégis visszakerült Lengyelországhoz). Henriknek 1041-ben Regensburgban kénytelen volt hűbéri esküt tenni. Meghiúsultak Bretiszláv azon erőfeszítései is, hogy a mai Szlovákia területét megszerezze Magyar Királyságtól.
Annak érdekében, hogy véget vessen a szűnni nem akaró küzdelmeknek, amelyek minden trónutódlás alkalmával veszélyeztették Csehországot, a nemesség egyetértésével úgy rendelkezett, hogy a Přemysl ház legidősebb tagja legyen Csehország uralkodója, így legidősebb fia, II. Spitihnyev követte trónon. Az általa alkotott törvények később Morvaországban jelentek meg «Jura Conradi I.» címmel.

## Családfa

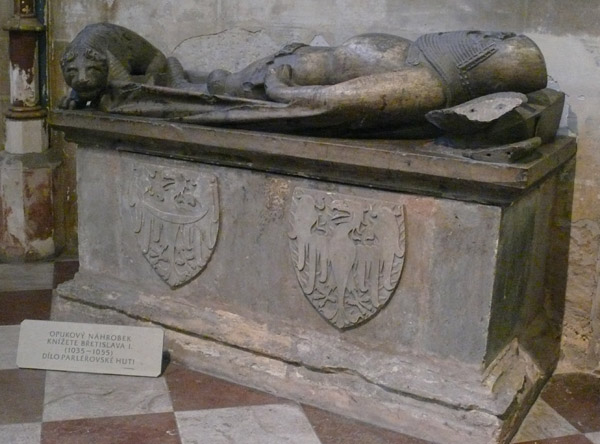
Břetislav sírja

| II. Boleszláv * 932 † 999. II. 7. | II. Boleszláv * 932 † 999. II. 7. |                               |                               | Emma | Emma |  |  | ? | ? |        |        | ? | ? |
|                                   |                                   |                               |                               |      |      |  |  |   |   |        |        |   |   |
|                                   |                                   |                               |                               |      |      |  |  |   |   |        |        |   |   |
|                                   |                                   | Ulrik * 975 k. † 1034. XI. 9. | Ulrik * 975 k. † 1034. XI. 9. |      |      |  |  |   |   | Bozena | Bozena |   |   |
|                                   |                                   |                               |                               |      |      |  |  |   |   |        |        |   |   |
|                                   |                                   |                               |                               |      |      |  |  |   |   |        |        |   |   |
|                                   |                                   |                               |                               |      |      |  |  |   |   |        |        |   |   |

|                                      |                                      |                                           |                                           | I. Břetislav * 1002. † 1055. I. 10. | I. Břetislav * 1002. † 1055. I. 10. | Schweinfurti Judit * 1003 † 1058. VIII. 2. OO | Schweinfurti Judit * 1003 † 1058. VIII. 2. OO |                            |                            |
|                                      |                                      |                                           |                                           |                                     |                                     |                                               |                                               |                            |                            |
|                                      |                                      |                                           |                                           |                                     |                                     |                                               |                                               |                            |                            |
| II. Spitihnyev * 1031 † 1061. I. 28. | II. Spitihnyev * 1031 † 1061. I. 28. | II. Vratiszláv * 1032/1033 † 1092. I. 14. | II. Vratiszláv * 1032/1033 † 1092. I. 14. | I. Konrád * 1035 k. † 1090. IX. 6.  | I. Konrád * 1035 k. † 1090. IX. 6.  | Jaromír * 1040 k. † 1090. VI. 26.             | Jaromír * 1040 k. † 1090. VI. 26.             | Ottó * 1045 † 1087. VI. 9. | Ottó * 1045 † 1087. VI. 9. |